# Graham Alexander
Graham Robert Alexander (ur. 10 października 1971 w Coventry) – szkocki piłkarz grający na pozycji obrońcy lub defensywnego pomocnika w Preston North End.
Pomimo gry w formacjach defensywnych Alexander zdobył w swojej karierze ponad 120 goli. Jest również na piątym miejscu listy najstarszych strzelców bramki w Premier League.

## Kariera klubowa
Alexander zaczynał swoją karierę w latach 80. grając w juniorskich zespołach Scunthorpe United. W marcu 1990 roku podpisał z tym klubem profesjonalny kontrakt, po czym szybko stał się podstawowym zawodnikiem zespołu. Szkot w Scunthorpe United rozegrał łącznie 198 meczów w których strzelił 24 gole. W 1995 roku za 0,1 miliona funtów przeszedł do Luton Town. Przez cztery kolejne lata wystąpił w The Hatters w prawie dwustu spotkaniach.
W 1999 roku Burnley FC oraz Preston North End były skłonne podpisać kontrakt z piłkarzem. Ostatecznie Alexander został zawodnikiem Preston. Od razu stał się podstawowym graczem drużyny z Deepdale. W nowej drużynie zazwyczaj to on wykonywał rzuty karne. W sezonie 2001/2002 Alexander złamał żebra, przez co opuścił kilkanaście meczów. Przez osiem lat gry w Preston wystąpił w 400 spotkaniach, a swój jubileuszowy mecz rozegrał 25 sierpnia 2007 roku przeciwko Colchesterowi United.
Pod koniec sierpnia 2007 roku Alexander trafił do Burnley FC. W The Clarets zadebiutował 1 września kiedy to zagrał w ligowym meczu z Colchesterem United. Pierwszego gola dla nowej drużyny strzelił pod koniec rozgrywek 2007/2008, kiedy to pokonał bramkarza Cardiff City. W kolejnym sezonie wystąpił we wszystkich 46 spotkaniach i wraz z kolegami z drużyny po wygranych barażach awansował do Premier League.
29 czerwca 2009 roku Alexander podpisał nowy, roczny kontrakt z Burnley, zaś 15 sierpnia stał się najstarszym zawodnikiem który zadebiutował w Premier League. 19 września strzelił swojego pierwszego gola na najwyższym stopniu rozgrywkowym w Anglii. 31 października zdobył dwie bramki w wygranym 2:0 na własnym stadionie spotkaniu z Hull City. Tydzień później strzelił pierwszego gola dla Burnley w pełnym emocji pojedynku z Manchesterem City zakończonym remisem 3:3. W tym spotkaniu Alexander był również jedenaście lat starszy od arbitra, Stuarta Attwela, który jest najmłodszym sędzią w Premier League. 16 grudnia zdobył swojego setnego gola w rozgrywkach ligowych. Dokonał tego w spotkaniu z Arsenalem Londyn, pokonując z rzutu karnego Manuela Almunię.
3 sierpnia 2011 podpisał roczny kontrakt z Preston North End. Po zwolnieniu Phila Browna został tymczasowym trenerem klubu. W 2012 zakończył karierę piłkarską.

## Kariera reprezentacyjna
Alexander urodził się w Anglii jednak wybrał grę dla reprezentacji Szkocji, ponieważ jego ojciec jest Szkotem. Piłkarz stwierdził, że gra dla Szkocji była jedną z jego piłkarskich ambicji. Alexander w kadrze narodowej zadebiutował 17 kwietnia 2002 roku kiedy to wystąpił w towarzyskim meczu przeciwko Nigerii.